# Televisietoren Goes
De Televisietoren Goes is een 139 meter hoge televisietoren in Nederland in het noordelijk deel van de stad Goes, en is daarmee de hoogste toren in de provincie Zeeland.
In de jaren 1950 werd televisie ingevoerd in Nederland. Daarvoor werden op verschillende plaatsen televisiezenders gebouwd. De toren voor Zuidwest-Nederland kwam in Goes. De Zeeuwse toren was de eerste permanente televisietoren van Nederland. Hij werd vanaf het begin ook gebruikt voor telefoonverbindingen, later gingen ook radio-uitzendingen via FM de lucht in via de toren.

## Constructie
De bouw van de televisietoren begon in de zomer van 1955. Door een nieuwe bouwmethode van glijbekisting met trilnaalden te gebruiken werd de torenschacht in 25 dagen gebouwd. De betonnen toren werd 86 meter hoog, waarvan ruim 82 meter boven het maaiveld staat. De stalen buismast van 34 meter met een vakwerkmast van 14 meter lengte die erop staat bracht de toren uiteindelijk op definitieve hoogte van ruim 130 meter boven het maaiveld. In de loop van de jaren is de hoogte overigens enkele malen gewijzigd omdat er nieuwe zenders op kwamen te staan.
Het gebouw telt 21 verdiepingen en staat op een fundering van 70, circa 16 meter lange Franki-palen. Hierop is een ronde funderingsplaat in verwerkt met een doorsnede van 16 meter en 2 meter dik. De bovenkant van de funderingsplaat is tevens keldervloer en is 2,33 meter diep. De toren heeft een binnendiameter van 10,3 meter. De dikte van de betonwand is 20 cm. De bordessen en ringen hebben een buitendiameter van 17,4 meter. Met de watersnoodramp van 1953 nog vers in het geheugen werd het gelijk ingericht als straalverbindingstoren voor telefonie en voorzien van een nooddeur op de eerste verdieping.
In Mierlo, Roosendaal en Loon op Zand zijn tussen 1955 en 1957 identieke betontorens gebouwd. Alleen de Goese toren heeft zes bordessen; de overige hebben er vijf. De onderste is gebouwd rondom de 15e verdieping op een hoogte van 56,90 meter en is aan de buitenkant gesloten met stalen kozijnen en een glaswand. Deze verdieping wordt de dienst- of werkring genoemd.
Op de 19e verdieping bevindt zich de reportagering, de vloer van deze ring is gebouwd op een hoogte van 73,64 meter boven het gelijkvloers. De reportagering is tevens de hoogste stopplaats van de lift; de bovenste etage is via de trap te bereiken.

## Gebruik
Op 10 december 1957 vond de officiële ingebruikstelling plaats. 's Middags was er een bijeenkomst voor genodigden, 's avonds een groot feest in de schouwburg van Goes; Nederland keek mee via een rechtstreekse uitzending.
De Goese toren heeft sinds de bouw allerlei functies gekend. Naast radio, televisie en telefoon is de toren ook gebruikt voor onder meer mobilofoon, ANWB en RIVM. Door de veranderende technieken zijn veel functies inmiddels weggevallen en zijn er nieuwe bijgekomen zoals: mobiel internet, dataopslag en digitale televisie (DVB-T2) en radio (DAB+).

## FM-radio
In het najaar van 1962 werden er in de toren twee FM-zenders geplaatst voor de publieke omroep. Elk met 12 kW vermogen. Op 24 december 1962 werd gestart met uitzenden. Sinds 3 juni 1969 wordt er in stereo uitgezonden.
Anno 2025 worden de volgende zenders doorgegeven:
- 100%NL (90.5 MHz)
- NPO Radio 1 (104.4 MHz)
- NPO Radio 2 (94.4 MHz)
- NPO 3FM (99.8 MHz)
- NPO Klassiek (95.0 MHz
- Omroep Zeeland (87.9 MHz)
- Radio 10 (96.6 MHz)
- Radio 538 (98.4 MHz)
- Joe (103.8 MHz)
- Sky Radio (101.9 MHz)
- SOB FM (105.0 MHz)
- Qmusic (100.7 MHz)

## Eigendom
De toren was tot aan de privatisering van de PTT rijkseigendom. De mast en omroepzenders waren in handen van de nv Nozema, waarvan de Nederlandse Staat meerderheidsaandeelhouder was.
De televisietoren is in december 2006 (onderdeel van de verkoop van 24 hoge zendtorens) verkocht aan het Franse, in zendinstallaties gespecialiseerde bedrijf, TDF S.A. KPN voldoet hiermee aan de eis die door de Nederlandse Mededingingsautoriteit (NMa) werd gesteld bij de overname door KPN van Nozema. KPN gaf destijds aan de eigendom van de zendmasten niet als een kernactiviteit te zien. De KPN-zendapparatuur voor telefonie-, data-, radio- en televisieverbindingen blijft in de torens aanwezig. KPN heeft daarvoor met TDF dochter Alticom een huurcontract afgesloten. Het beheer over de torens dat in maart 2006 door KPN was overgedragen aan overheids-bv NOVEC, is in 2007 overgegaan naar Alticom inclusief vijf personeelsleden van KPN.
De betonnen toren is sinds 2017 eigendom van Cellnex (voorheen Alticom). 
Sinds het opheffen van de Nozema en privatisering van de PTT/KPN is er sprake van een ingewikkelde eigendomsconstructie: het juridische eigendom van de mast en toren ligt bij Cellnex Telecom. Over de stalen mast heeft NOVEC contractueel het economische eigendom. Terwijl de grond waarop het geheel staat, exclusief de eerste 3 meter direct rond de betonnen toren, van KPN is. De omroepmasten van NOVEC zijn na de brand in de mast van Smilde in 2011, begin 2012 ondergebracht in een aparte Omroepmasten B.V.

## De toren sinds 2007
In 2007 werden de analoge zendantennes van de televisietoren vervangen door antennes voor digitale televisie (DVB-T). Om die reden werd de in 1987 geplaatste rood-witte kunststof buis vervangen door een vierkante  steel spine (stalen kolom) die 11 meter korter is. Zenderbeheerder KPN wilde dit gaan doen met behulp van een hijskraan, maar om praktische redenen heeft de gemeente Goes bij KPN bedongen een speciaal helikopterteam van het Duitse bedrijf Helog in te schakelen, dat is gespecialiseerd in helikoptervluchten op moeilijke locaties. Er waren meerdere vluchten nodig. Aangezien de nieuwe torentop slechts negen meter hoog is en de oude 20 meter, is de televisietoren met mast sinds de vernieuwing nog ruim 139 meter hoog.
KPN was zo tevreden over de helikopterwerkzaamheden in Goes dat de zendmasten in IJsselstein, Markelo, Wieringermeer en Roermond ook op deze manier afgetopt werden. 

## Licht
Op donderdag, vrijdag en zaterdag is de televisietoren 's avonds verlicht. Dit is een initiatief van de stichting StichtLicht uit Goes.